# Otodectes cynotis
Otodectes cynotis ist eine parasitisch lebende Milbe und Erreger der Ohrräude. Sie ist eine weltweit vorkommende Art der Räudemilbe bei Raubtieren (Carnivora). Selten ist auch als Zoonose ein zeitweiliger Übergang auf den Menschen möglich. Die Art ist der einzige Vertreter der Gattung Otodectes.

## Merkmale
O. cynotis hat eine gerunzelte Körperdecke. Die ersten beiden Beinpaare besitzen an den Tarsen an einem kurzen Haftstiel sitzende Haftplatten. Das dritte und das wesentlich kürzere vierte Beinpaar tragen zwei lange Borsten und überragen den seitlichen Körperrand. Weibchen sind 400 bis 500 µm lang und 270–300 µm breit, Männchen sind mit 315–395×210–295 µm deutlich kleiner. Das Gnathosoma ist etwas länger als breit. Der den Hinterrand des Opisthosoma überragende Lappen der männlichen Milben ist relativ klein.
O. cynotis  durchsticht mit seinen Cheliceren die Epidermis und ernährt sich von der austretenden Gewebsflüssigkeit und Lymphe.

## Fortpflanzung und Entwicklung
Die Eier klebt das Weibchen auf die Epidermis des Gehörgangs. Sie sind weiß, oval, einseitig leicht abgeflacht und 166–206 µm lang. Die Entwicklung vom Ei über ein sechsbeiniges Larven- und zwei achtbeinige Nymphenstadien (Proto- und Deutonymphe) zur erwachsenen Milbe dauert etwa drei Wochen. Die Nymphen sind 138–224 µm lang. Die Männchen kopulieren stets mit den weiblichen Deutonymphen, die eigentliche Befruchtung erfolgt aber erst kurz vor der Häutung zum erwachsenen Weibchen. Die Eiablage erfolgt zwischen zweiten und zehnten Tag nach der Begattung, wobei ein Weibchen in dieser Zeit 15 bis 20 Eier legt. Unterbleibt die Begattung der weiblichen Deutonymphen, sind die daraus entstehenden Weibchen unfruchtbar.

## Wirte
O. cynotis besiedeln primär die Haut von Ohrmuscheln und der äußeren Gehörgänge. Vor allem Katzen und Füchse, aber auch Hunde und Marder sind Träger dieser Ektoparasiten. Die Übertragung auf den Menschen ist nur aus wenigen Fällen in der Literatur bekannt. Bereits drei Milben können eine Gehörgangsentzündung (Ohrräude) auslösen, es gibt auch asymptomatische Träger. Außerhalb des Wirtes können die Milben vermutlich über Monate in der Umgebung überleben.